# Scorteccia termitarum
Genre
Espèce
Scorteccia termitarum, unique représentant du genre Scorteccia, est une espèce d'araignées aranéomorphes de la famille des Corinnidae.

## Distribution
Cette espèce est endémique de Libye.

## Description
Cette araignée est termitophile. Elle se rencontre dans les termitières d'Hodotermes ochraceus.

## Étymologie
Son nom d'espèce lui a été donné en référence au lieu de sa découverte, une termitière.
Ce genre est nommé en l'honneur de Giuseppe Scortecci.

## Publication originale
- Caporiacco, 1936 : Aracnidi fezzanesi raccolti dal prof. G. Scortecci nel 1934-XII. (Missione della R. Societa geografica). Atti della Società Italiana di Scienze Naturali e del Museo Civico di Storia Naturale di Milano, vol. 75, p. 67-93.